# Skisprungsaison 1965/66
Der Artikel über die Skisprungssaison 1965/66 ist eine Übersicht zu den wichtigsten Skisprungwettbewerben der Wintersportsaison 1965/66. Mitte Oktober 1965 hat der internationale Skiverband FIS den Kalender veröffentlicht. Das Hauptereignis waren die Nordischen Skiweltmeisterschaften in Oslo vom 17. bis 27. Februar. Als weitere Saisonhöhepunkte galten die Vierschanzentournee, die Salpausselkä-Skispiele und die Skiflug-Woche in Planica. Dort stellte der spätere Sieger Jiří Raška mit 130 Metern einen neuen Schanzenrekord auf. Peter Lesser flog auf 133 Meter, doch konnte er die Weite nicht stehen. Die internationalen Springen der Kategorie A werden in der Wettkampfübersicht gesondert dargestellt. Zusätzlich gab es weitere Wettkämpfe, an denen Athleten aus mehreren Ländern teilnahmen.
Bei einem Wettkampf in Vikersund stellte Bjørn Wirkola mit einem Sprung auf 146 Metern einen neuen Skiflugweltrekord auf. Der Norweger war einer der herausragenden Springer der Saison. Er gewann einige internationale Springen und wurde zweifacher Weltmeister. Einer seiner größten Konkurrenten fehlte bei den Medaillenentscheidungen: Bei einem Trainingssprung auf dem Osloer Midtstubakken war Torunee-Gesamtsieger Veikko Kankkonen schwer gestürzt und hatte sich einen Schlüsselbeinbruch zugezogogen.
Abseits der großen Wettbewerbe gab es im Skispringen ein tragisches Ereignis. So verlor der finnische Nachwuchsspringer Eero Turunen Anfang Januar 1966 bei einem Trainingssprung in Jyväskylä die Balance und schlug unkontrolliert auf dem Boden auf. Er starb wenig später im Alter von 21 Jahren an den Folgen des Sturzes.

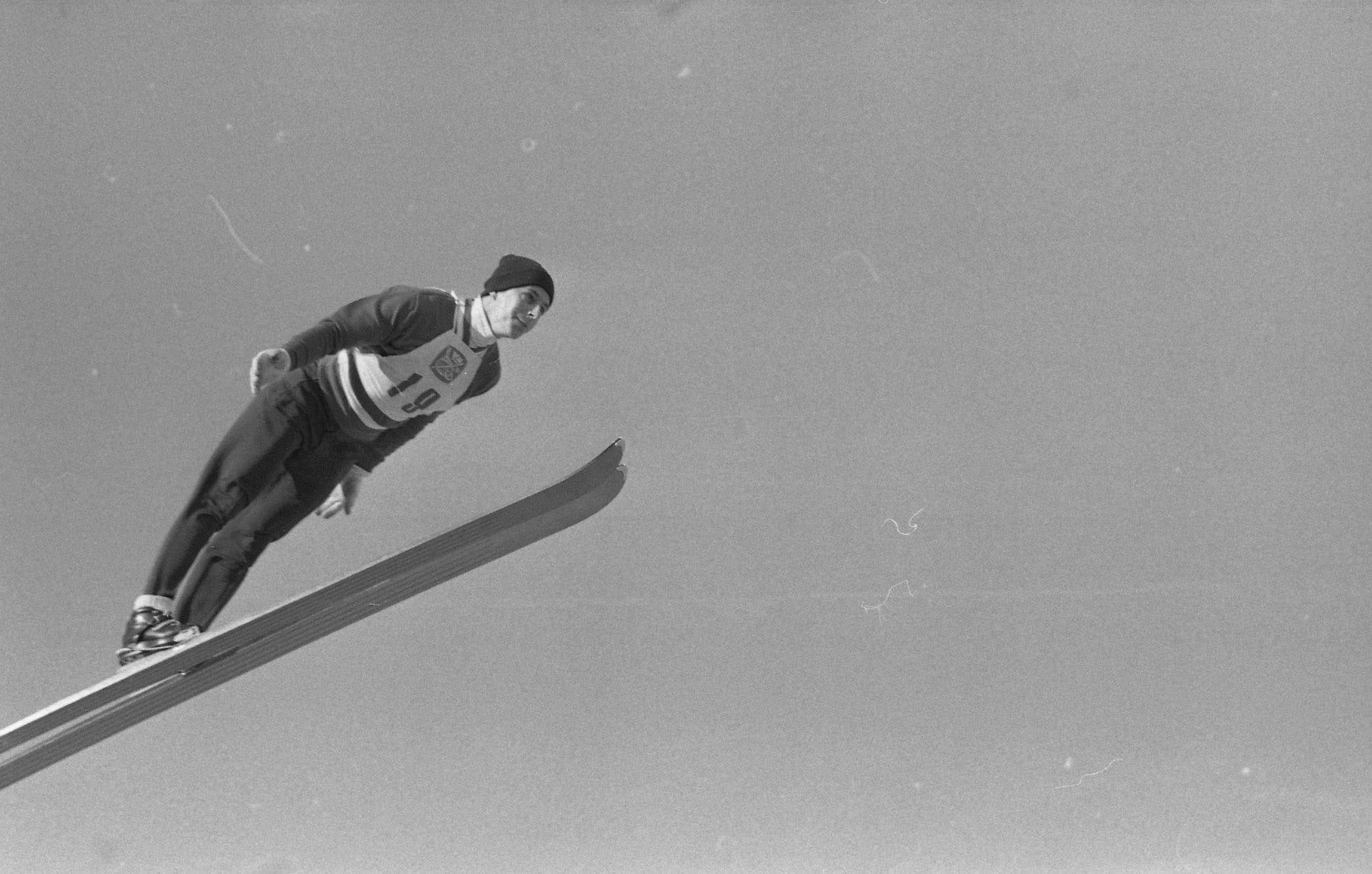
Paavo Lukkariniemi in Oslo 1966
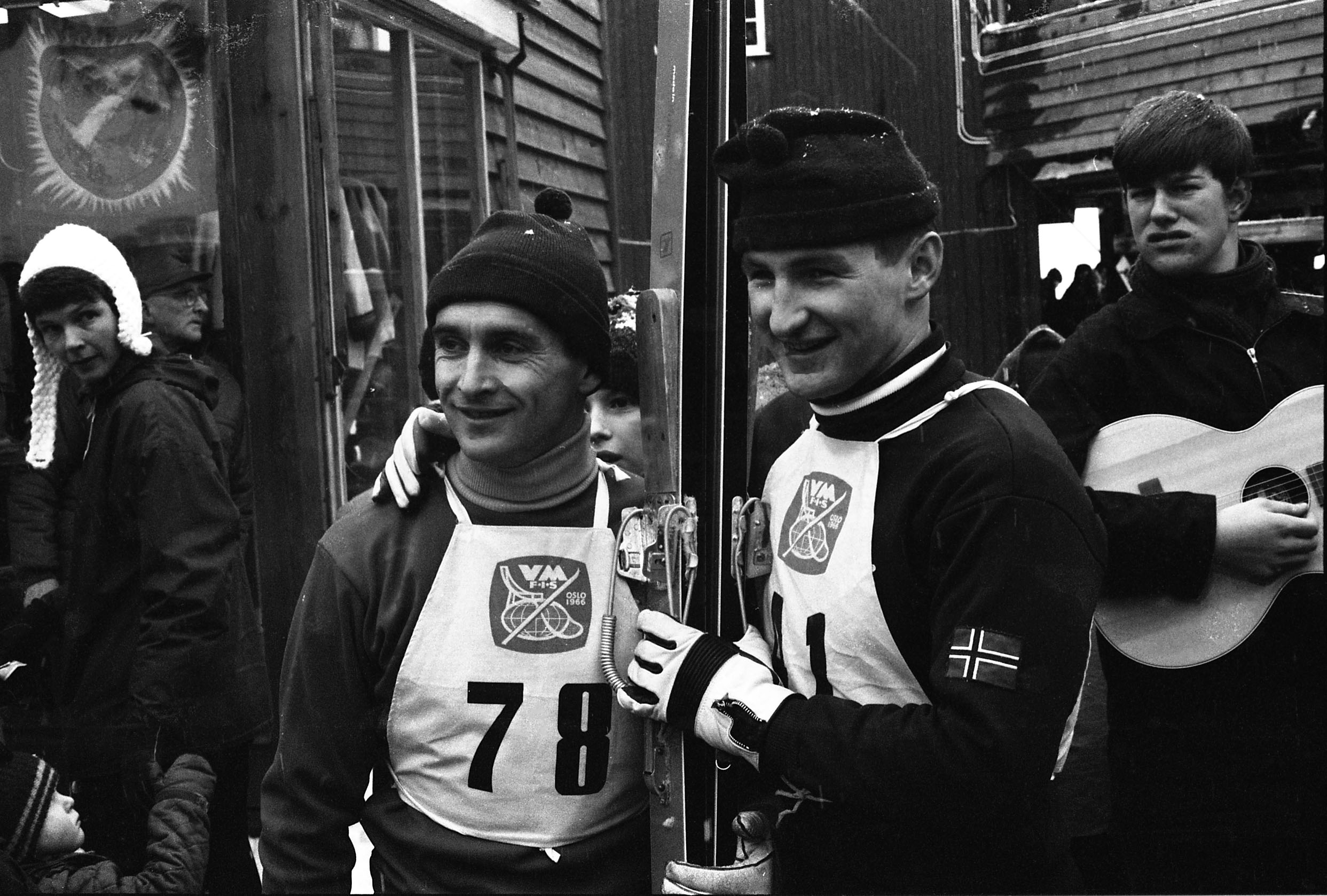
Kjell Sjøberg und Bjørn Wirkola in Oslo 1966

## Wertung
Vor Saisonbeginn hatte die FIS die Einführung einer Schnellwertung beschlossen, mit der das bisher progressive System durch ein lineares abgelöst wurde. Dadurch stand unmittelbar nach Ende eines Springens die Platzierung aller Teilnehmer fest, nur die Punktzahlen konnten sich noch geringfügig ändern. Die neue Wertung basierte darauf, dass der weiteste Sprung jedes Durchganges mit 60 Punkten bewertet wurde. Zuvor hatte der Mittelwert aus den drei oder fünf besten Sprüngen jedes Durchgangs die Note 60 ergeben. Stilnoten der Kampfrichter und Weitennoten bildeten weiterhin die Gesamtpunktzahl. Zudem wurden internationale Wettkämpfe nach FIS-Regelwerk nun in zwei Durchgängen durchgeführt. Die Arbeitsgemeinschaft der Skiflugwochen am Kulm, Oberstdorf und Planica (KOP) beschloss wenige Wochen später hingegen, die von der FIS abgelehnte Straumann-Wertung bei den internationalen Skiflug-Wettbewerben anzuwenden. Zudem entschied das KOP, die Skiflugwochen in „Internationales Skifliegen“ umbenennen zu wollen und den Titel des Skiflug-Meisters zu vergeben. Dafür maßgebend seien die zwei Bestresultate aus vier Wertungssprüngen.

## Wettbewerbsübersicht

### A-Klasse-Springen
| Datum             | Austragungsort         | Schanze                   | Bemerkung                   | Sieger                                                  | Zweiter                                                               | Dritter                                           | Beleg         |
| ----------------- | ---------------------- | ------------------------- | --------------------------- | ------------------------------------------------------- | --------------------------------------------------------------------- | ------------------------------------------------- | ------------- |
| 26. Dezember 1965 | St. Moritz             | Olympiaschanze            | Weihnachtsspringen          | Giacomo Aimoni                                          | Bruno De Zordo                                                        | Wolfgang Happle                                   | [ 13 ] [ 14 ] |
| 30. Dezember 1965 | Oberstdorf             | Schattenbergschanze       | Vierschanzentournee         | Veikko Kankkonen                                        | Dieter Neuendorf                                                      | Paavo Lukkariniemi                                | [ 15 ]        |
| 1. Januar 1966    | Garmisch-Part.         | Große Olympiaschanze      | Vierschanzentournee         | Paavo Lukkariniemi                                      | Bjørn Wirkola                                                         | Veikko Kankkonen                                  | [ 16 ]        |
| 2. Januar 1966    | Innsbruck              | Bergiselschanze           | Vierschanzentournee         | Dieter Neuendorf                                        | Veikko Kankkonen                                                      | Günther Göllner                                   | [ 17 ]        |
| 6. Januar 1966    | Bischofshofen          | Paul-Außerleitner-Schanze | Vierschanzentournee         | Veikko Kankkonen                                        | Bjørn Wirkola                                                         | Dieter Neuendorf                                  | [ 18 ]        |
|                   | Tournee-Gesamtwertung: | Tournee-Gesamtwertung:    | Vierschanzentournee         | Veikko Kankkonen                                        | Dieter Neuendorf                                                      | Bjørn Wirkola                                     | [ 19 ]        |
| 9. Januar 1966    | Langenbruck            | Freichelen                |                             | abgesagt wegen Schneemangels                            | abgesagt wegen Schneemangels                                          | abgesagt wegen Schneemangels                      | [ 20 ]        |
| 23. Januar 1966   | Le Brassus             | La Chirurgienne           |                             | abgesagt aufgrund von Wind und Regen                    | abgesagt aufgrund von Wind und Regen                                  | abgesagt aufgrund von Wind und Regen              | [ 21 ]        |
| 6. Februar 1966   | Gstaad                 | Schanze                   | Montgomery-Springen         | Richard Pfiffner                                        | Josef Zehnder                                                         | Karl-Heinz Munk                                   | [ 22 ] [ 23 ] |
| 6. Februar 1966   | Cortina d’Ampezzo      | Trampolino Italia         | Coppa Cortina               | Giacomo Aimoni                                          | Marjan Pečar                                                          | Max Golser                                        | [ 24 ] [ 25 ] |
| 19. Februar 1966  | Oslo                   | Midtstubakken             | Weltmeisterschaft           | Bjørn Wirkola                                           | Dieter Neuendorf                                                      | Paavo Lukkariniemi                                | [ 26 ]        |
| 27. Februar 1966  | Oslo                   | Holmenkollbakken          | Weltmeisterschaft           | Bjørn Wirkola                                           | Takashi Fujisawa                                                      | Kjell Sjöberg                                     | [ 27 ]        |
| 6. März 1966      | Lahti                  | Intiaanikukkula           | Salpausselkä-Skispiele      | Niilo Halonen                                           | Bjørn Wirkola                                                         | Horst Queck                                       | [ 28 ] [ 29 ] |
| 6. März 1966      | Lahti                  | Intiaanikukkula           | Salpausselkä-Skispiele      | DDRHorst Queck Veit Kührt Peter Lesser Dieter Neuendorf | FinnlandHeikki Väisänen Paavo Lukkariniemi Niilo Halonen Raimo Ekholm | JugoslawienPeter Eržen Ludvik Zajc Marjan Pečar – | [ 30 ] [ 31 ] |
| 10. März 1966     | Sapporo                | Ōkurayama-Schanze         | Miyasama-Games              | Takashi Fujisawa                                        | Tamio Taguchi                                                         | Ryszard Witke                                     | [ 32 ] [ 33 ] |
| 13. März 1966     | Sapporo                | Ōkurayama-Schanze         | Miyasama-Games              | Ryszard Witke                                           | Peter Eržen                                                           | Franz Keller                                      | [ 34 ] [ 35 ] |
| 13. März 1966     | Örnsköldsvik           | Paradiskullen             | Schwedische Skispiele       | Jiří Raška                                              | Wolfgang Stöhr                                                        | Josef Kraus                                       | [ 36 ] [ 37 ] |
| 19. März 1966     | Zakopane               | Wielka Krokiew            | Czech-Marusarzówna-Memorial | Józef Przybyła                                          | Max Golser                                                            | Reinhold Bachler                                  | [ 38 ] [ 39 ] |
| 20. März 1966     | Zakopane               | Wielka Krokiew            | Czech-Marusarzówna-Memorial | Ryszard Witke                                           | Horst Queck                                                           | Józef Przybyła                                    | [ 40 ] [ 41 ] |
| 25.–27. März 1966 | Planica                | Bloudkova Velikanka       | Skiflug-Woche               | Jiří Raška                                              | Michail Weretennikow                                                  | Dieter Neuendorf                                  | [ 42 ] [ 3 ]  |

### Weitere internationale Springen
| Datum             | Austragungsort         | Schanze                      | Bemerkung                  | Sieger               | Zweiter                                  | Dritter             | Beleg           |
| ----------------- | ---------------------- | ---------------------------- | -------------------------- | -------------------- | ---------------------------------------- | ------------------- | --------------- |
| 27. Dezember 1965 | Engelberg              | Klein-Titlis-Schanze K62     | Nachtspringen              | Josef Zehnder        | Risto Tarkkila                           | Wolfgang Schüller   | [ 43 ] [ 44 ]   |
| 9. Januar 1966    | Semmering              | Liechtensteinschanze         |                            | Gilbert Poirot       | Zbyněk Hubač                             | Josef Zehnder       | [ 45 ] [ 46 ]   |
| 9. Januar 1966    | Lake Placid            | Große Olympiaschanze         | Masters International      | Bjørn Wirkola        | Giacomo Aimoni John Balfanz              |                     | [ 47 ] [ 48 ]   |
| 10. Januar 1966   | Oberhof                | Rennsteigschanze             | Freundschaftstournee 1     | Pjotr Kowalenko      | Waleri Jemeljanow                        | Dieter Neuendorf    | [ 49 ] [ 50 ]   |
| 11. Januar 1966   | Brotterode             | Inselbergschanze             | Freundschaftstournee 1     | Pjotr Kowalenko      | Dieter Neuendorf                         | Koba Zakadse        | [ 51 ] [ 52 ]   |
| 13. Januar 1966   | Schmiedefeld           | Walter-Ulrbicht-Naturschanze | Freundschaftstournee 1     | Michail Weretennikow | Jiří Raška                               | Peter Lesser        | [ 53 ] [ 54 ]   |
|                   | Tournee-Gesamtwertung: | Tournee-Gesamtwertung:       | Freundschaftstournee 1     | Pjotr Kowalenko      | Dieter Neuendorf                         | Peter Lesser        | [ 54 ] [ 55 ]   |
| 16. Januar 1966   | Klingenthal            | Große Aschbergschanze        |                            | Juri Subarew         | Pjotr Kowalenko                          | Peter Lesser        | [ 56 ] [ 57 ]   |
| 21. Januar 1966   | Wisła                  | Malinka                      | Beskiden-Tour              | Józef Przybyła       | Koba Zakadse                             | Piotr Wala          | [ 58 ] [ 59 ]   |
| 23. Januar 1966   | Szczyrk                | Skalite                      | Beskiden-Tour              | Koba Zakadse         | Piotr Wala                               | Józef Przybyła      | [ 60 ] [ 61 ]   |
|                   | Tournee-Gesamtwertung: | Tournee-Gesamtwertung:       | Beskiden-Tour              | Koba Zakadse         | Józef Przybyła                           | Piotr Wala          | [ 61 ]          |
| 25. Januar 1966   | Zakopane               | Wielka Krokiew               | Wielką Nagrodę Tatr        | Józef Przybyła       | Piotr Wala Rudolf Doubek Heikki Väisänen |                     | [ 62 ] [ 63 ]   |
| 28. Januar 1966   | Banská Bystrica        | Srnková                      | Bohemia-Tournee            | Josef Matouš         | Jozef Metelka                            | Pjotr Gwosdew       | [ 64 ] [ 65 ]   |
| 30. Januar 1966   | Vysoké nad Jizerou     | Grubenschanze                | Bohemia-Tournee            | Jiří Raška           | Zbyněk Hubač                             | Rudolf Doubek       | [ 66 ]          |
|                   | Tournee-Gesamtwertung: | Tournee-Gesamtwertung:       | Bohemia-Tournee            | Jiří Raška           | Jozef Metelka                            | Rudolf Doubek       |                 |
| 30. Januar 1966   | Ponte di Legno         | Trampolino del Littorio      | Kongsberg-Cup 2            | Henrik Ohlmeyer      | Reinhold Bachler                         | Franz Keller        | [ 67 ] [ 68 ]   |
| 7. Februar 1966   | Sestriere              | Trampolino di Claviere       | Universiade                | Yukio Kasaya         | Andrzej Sztolf                           | Takashi Fujisawa    | [ 69 ] [ 70 ]   |
| 12. Februar 1966  | Skien                  | Hasselbakken                 |                            | Alexander Iwannikow  | Koba Zakadse                             | Pjotr Kowalenko     | [ 71 ] [ 72 ]   |
| 13. Februar 1966  | Skien                  | Oddbakken                    |                            | Pjotr Kowalenko      | Torbjørn Yggeseth                        | Horst Queck         | [ 73 ] [ 74 ]   |
| 13. Februar 1966  | Trondheim              | Granåsen                     |                            | Bjørn Wirkola        | Toralf Engan                             | Dieter Neuendorf    | [ 75 ] [ 76 ]   |
| 13. Februar 1966  | Autrans                | Tremplin du Dauphiné         | Französische Meisterschaft | Rudolf Doubek        | Albino Bazzana                           | Bruno De Zordo      | [ 77 ] [ 78 ]   |
| 19. Februar 1966  | Ishpeming              | Suicide Hill                 | Paúl Bietila Memorial      | Harri Jussilainen    | Keijo Laiho                              | Butch Wedin         | [ 79 ] [ 80 ]   |
| 20. Februar 1966  | Ishpeming              | Suicide Hill                 | Paúl Bietila Memorial      | Harri Jussilainen    | Keijo Laiho                              | John Carello        | [ 81 ] [ 82 ]   |
| 20. Februar 1966  | Braunlage              | Wurmbergschanze              |                            | Zbyněk Hubač         | Risto Tarkkila                           | Marjan Koprivšek    | [ 83 ]          |
| 1. März 1966      | Kristiansand           | Storheia                     | Norwegen-Tournee           | Ryszard Witke        | Toralf Engan                             | Piotr Wala          | [ 84 ]          |
| 2. März 1966      | Porsgrunn              | Rugtvedtkollen               | Norwegen-Tournee           | Ryszard Witke        | Hans Olav Sørensen                       | Józef Przybyła      | [ 85 ]          |
|                   | Tournee-Gesamtwertung: | Tournee-Gesamtwertung:       | Norwegen-Tournee           | Ryszard Witke        | Hans Olav Sørensen                       | Piotr Wala          | [ 85 ] [ 86 ]   |
| 5. März 1966      | Lahti                  | Intiaanikukkula              | Nachtspringen              | Dieter Neuendorf     | Reinhold Bachler                         | Henrik Ohlmeyer     | [ 87 ] [ 88 ]   |
| 6. März 1966      | Harrachov              | Čerťák                       |                            | Jiří Raška           | Zbyněk Hubač                             | Rudolf Höhnl        | [ 89 ]          |
| 6. März 1966      | Revelstoke             | Nels Nelsen Ski Jump         | Kanadische Meisterschaft   | Toralf Engan         | Christoffer Selbekk                      | Max Pet             | [ 90 ] [ 91 ]   |
| 6. März 1966      | Chamonix               | Tremplin du Mont             |                            | Günther Göllner      | Gilbert Poirot                           | Wolfgang Schüller   | [ 92 ] [ 93 ]   |
| 7. März 1966      | Kouvola                | Palomäen Hyppyrimäki         |                            | Bjørn Wirkola        | Paavo Lukkariniemi                       | Mikko Joki-Anttila  | [ 94 ] [ 95 ]   |
| 7. März 1966      | Iron Mountain          | Pine Mountain Jump           |                            | John Balfanz         | Keijo Laiho                              | Gene Kotlarek       | [ 96 ] [ 97 ]   |
| 8. März 1966      | Lappeenranta           | Huhtiniemen Hyppyrimäki      |                            | Bjørn Wirkola        | Niilo Halonen                            | Mikko Heino         | [ 98 ]          |
| 13. März 1966     | St. Moritz             | Olympiaschanze               |                            | Max Golser           | Reinhold Bachler                         | Günther Göllner     | [ 99 ] [ 100 ]  |
| 13. März 1966     | Vikersund              | Vikersundbakken              |                            | Bjørn Wirkola        | Toralf Engan                             | Christoffer Selbekk | [ 101 ] [ 102 ] |
| 14. März 1966     | Sollefteå              | Hallstabacken                |                            | Jiří Raška           | Bent Tomtum                              | Kjell Sjöberg       | [ 103 ] [ 104 ] |
| 16. März 1966     | Kaipola                | Pitkävuori-Schanze           |                            | Niilo Halonen        | Bjørn Wirkola                            | Keijo Laiho         | [ 105 ]         |
| 17. März 1966     | Hyvinkää               | Sveitsin Hyppyrimäki         |                            | Veikko Kankkonen     | Bjørn Wirkola                            | Jiří Raška          | [ 106 ] [ 107 ] |
| 19. März 1966     | Raufoss                | Lønnebergbakken              |                            | Bjørn Wirkola        | Christoffer Selbekk                      | Kjell Sjöberg       | [ 108 ] [ 109 ] |
| 20. März 1966     | Bærum                  | Skuibakken                   |                            | Bjørn Wirkola        | Christoffer Selbekk                      | Lars Grini          | [ 110 ] [ 111 ] |
| 20. März 1966     | Kuopio                 | Puijo-Schanze                | Puijo-Winterspiele         | Osmo Leivo           | Veikko Kankkonen                         | Juri Subarew        | [ 112 ] [ 113 ] |
| 25. März 1966     | Namsos                 | Gamle Grånasen               |                            | Toralf Engan         | Hans Olav Sørensen                       | Lars Grini          | [ 114 ] [ 115 ] |
| 26. März 1966     | Mo i Rana              | Fageråsbakken                |                            | Toralf Engan         | Lars Grini                               | Christoffer Selbekk | [ 116 ] [ 117 ] |
| 27. März 1966     | Trondheim              | Granåsen                     |                            | Toralf Engan         | Hans Olav Sørensen                       | Józef Przybyła      | [ 118 ] [ 119 ] |
| 30. März 1966     | Rauma                  |                              |                            | Veikko Kankkonen     | Eero Gröndahl                            | Niilo Halonen       | [ 120 ] [ 121 ] |
| 1. April 1966     | Seinäjoki              | Jouppilanvuoren              |                            | Bjørn Wirkola        | Veli-Matti Laitinen                      | Matti Koukkula      | [ 122 ] [ 123 ] |
| 2. April 1966     | Johanngeorgenstadt     | Erzgebirgsschanze            |                            | Dieter Neuendorf     | Lars Grini                               | Jiří Raška          | [ 124 ] [ 125 ] |
| 3. April 1966     | Oberwiesenthal         | Fichtelbergschanze           | Freie Presse Pokal         | Dieter Neuendorf     | Jiří Raška                               | Christoffer Selbekk | [ 126 ] [ 127 ] |
| 3. April 1966     | Kuusamo                | Rukatunturi-Schanze          |                            | Bjørn Wirkola        | Paavo Maunu                              | Veikko Kankkonen    | [ 128 ] [ 129 ] |
| 3. April 1966     | Kiruna                 | Malmstabacken                | Kiruna Skispiele           | Tord Karlsson        | Józef Gąsienica Daniel                   | Mats Östman         | [ 130 ] [ 131 ] |

## Schanzenrekorde
| Ort            | Schanze                 | Name                | Weite   | aufgestellt am    | Beleg          |
| -------------- | ----------------------- | ------------------- | ------- | ----------------- | -------------- |
| St. Moritz     | Olympiaschanze          | Giacomo Aimoni      | 085,5 m | 26. Dezember 1965 | [ 132 ] [ 14 ] |
| Engelberg      | Klein-Titlis-Schanze    | Josef Zehnder       | 064,0 m | 27. Dezember 1965 | [ 133 ] [ 44 ] |
| Odnes          | Flubergbakken           | Lars Grini          | 100,0 m | 9. Januar 1966    | [ 134 ]        |
| Semmering      | Liechtensteinschanze    | Gilbert Poirot      | 076,0 m | 9. Januar 1966    | [ 135 ]        |
| Klingenthal    | Große Aschbergschanze   | Peter Lesser        | 097,0 m | 16. Januar 1966   | [ 57 ]         |
| Ponte di Legno | Trampolino del Littorio | Henrik Ohlmeyer     | 110,0 m | 30. Januar 1966   | [ 136 ]        |
| Rena           | Renabakkene             | Bjørn Wirkola       | 077,5 m | 4. Februar 1966   | [ 137 ]        |
| Sestriere      | Trampolino di Claviere  | Yukio Kasaya        | 066,0 m | 7. Februar 1966   | [ 70 ]         |
| Lahti          | Intiaanikukkula         | Dieter Neuendorf    | 080,5 m | 6. März 1966      | [ 28 ]         |
| Revelstoke     | Nels Nelsen Ski Jump    | Christoffer Selbekk | 089,5 m | 6. März 1966      | [ 90 ]         |
| Vikersund      | Vikersundbakken         | Bjørn Wirkola       | 145,5 m | 12. März 1966     | [ 138 ]        |
| Vikersund      | Vikersundbakken         | Bjørn Wirkola       | 146,0 m | 13. März 1966     | [ 5 ] [ 102 ]  |
| Raufoss        | Lønnebergbakken         | Bjørn Wirkola       | 085,0 m | 19. März 1966     | [ 109 ]        |
| Bærum          | Skuibakken              | Christoffer Selbekk | 105,5 m | 20. März 1966     | [ 139 ]        |
| Zakopane       | Wielka Krokiew          | Horst Queck         | 105,5 m | 20. März 1966     | [ 140 ]        |
| Langenbruck    | Freichelen Schanze      | Heribert Schmid     | 069,0 m | 22. März 1966     | [ 141 ]        |
| Namsos         | Gamle Grånasen          | Toralf Engan        | 069,5 m | 25. März 1966     | [ 115 ]        |
| Planica        | Bloudkova Velikanka     | Jiří Raška          | 129,0 m | 25. März 1966     | [ 3 ] [ 142 ]  |
| Planica        | Bloudkova Velikanka     | Jiří Raška          | 130,0 m | 27. März 1966     | [ 3 ] [ 143 ]  |
| Mo i Rana      | Fageråsbakken           | Toralf Engan        | 083,0 m | 26. März 1966     | [ 117 ]        |
| Ørskog         | Løklibakken             | Toralf Engan        | 083,0 m | 3. April 1966     | [ 144 ]        |
| Tistedalen     | Bjørnstadbakken         | Toralf Engan        | 061,0 m | 17. April 1966    | [ 145 ]        |
| Tistedalen     | Bjørnstadbakken         | Christoffer Selbekk | 062,0 m | 17. April 1966    | [ 145 ]        |